# Кінтеро (Чилі)
Кінтеро (ісп. Quintero) — місто в Чилі. Адміністративний центр однойменної комуни. Населення міста — 18719 осіб (2002). Місто і комуна входить до складу провінції Вальпараїсо і регіону Вальпараїсо.
Територія — 148 км². Чисельність населення — 31 923 мешканців (2017). Щільність населення — 215,7 чол./км².

## Розташування
Місто розташоване за 31 км на північ від адміністративного центру області міста Вальпараїсо.
Комуна межує:
- на північному сході — з комуною Пучункаві
- на сході — з комуною Кільйота
- на півдні — з комуною Конкон

На заході знаходиться узбережжя Тихого океану.